# Йохан Бернхард I Гьолер фон Равенсбург
Йохан Бернхард I Гьолер фон Равенсбург (на немски: Johann Bernhard I Göler von Ravensburg; * 13 март 1608; † 1652) е благородник от стария швабски рицарски род Гьолер фон Равенсбург от Крайхгау. Резиденцията на фамилията е дворец Равенсбург при Зулцфелд в Баден-Вюртемберг.
Той е големият син на Ханс Фридрих Гьолер фон Равенсбург (1565 – 1626) и съпругата му Катарина фон Ментцинген (1585 – 1635), дъщеря на Бернхард фон Ментцинген (1553 – 1628) и Барбара фон Найперг († 1608). Брат е на Волфганг Албрехт (1614 – 1636).

## Фамилия
Йохан Бернхард I Гьолер фон Равенсбург се жени 1631 г. за София Анна Емилия фон Варнщет (* 1606), дъщеря на Ханс Йоахим фон Варнщет и Катарина Пройс фон Требиц. Те имат децата:
- Йохан Бернхард Гьолер фон Равенсбург (* 6 юли 1632; † 1694), женен на	27 април 1658 г. за 	Мария Вероника фон Щерненфелс, дъщеря на Йохан Адам фон Щерненфелс (1566 – 1619) и Йохана фон Ментцинген (1562 – 1634)
- Ева Мария Гьолер фон Равенсбург (* 16 май 1639; † 22 декември 1691), омъжена на 7 юли 1667 г. за  Волф Фридрих фон Геминген (* 18 юни 1644; † 17 май 1690, Бонфелд), внук на Волф Дитрих фон Геминген (1550 – 1595) и син на Волф Дитер фон Геминген (1595 – 1645) и Катарина Елизабета фон Грумбах (* 1613)